# Obergräfenhain
Obergräfenhain ist ein Ortsteil der Stadt Penig im Landkreis Mittelsachsen (Freistaat Sachsen). Der Ortsteil besteht aus den Gemeindeteilen Obergräfenhain I und II. Diese wurden 1996 nach Langensteinbach eingemeindet und kamen mit diesem im Jahr 2003 zur Stadt Penig.

## Geographie

### Geographische Lage
Obergräfenhain liegt auf einer Hochfläche zwischen der Grenze zum Altenburger Land im Westen und dem Tal der Zwickauer Mulde im Osten. Der größere Ortsteil Obergräfenhain I liegt südlich der Anschlussstelle „Rochlitz“ der A 72, Obergräfenhain II liegt nördlich davon, an der Narsdorfer Straße.

### Nachbarorte
|                      | Narsdorf                                    | Dölitzsch    |
| Rathendorf           | Kompassrose, die auf Nachbargemeinden zeigt | Corba        |
| Langenleuba-Oberhain | Elsdorf (Ober- und Niederelsdorf)           | Himmelhartha |

## Geschichte

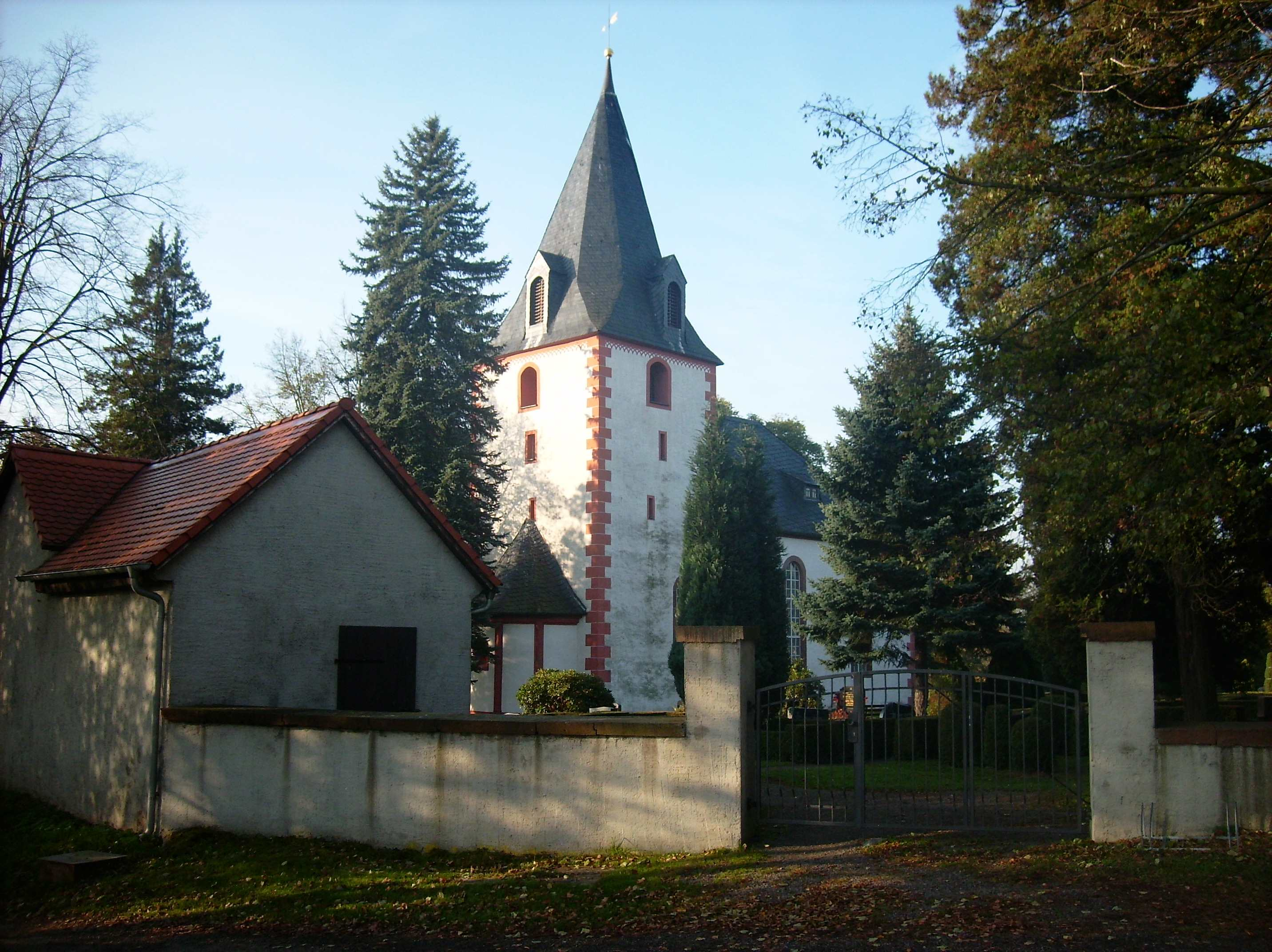
Kirche Obergräfenhain

Obergräfenhain wurde erstmals im Jahr 1339 bzw. urkundlich 1345 erwähnt. 1378 gehörte „Grefinhayn superior“ („Ober-Grefinhaynn“) zum „castrum Rochlitz“. Der Ortsname leitet sich von „Grafenhagen“ ab, was die Bedeutung „gehegter und geschützter Ort des Grafen“ hat.
Der Ort stand anteilig unter der Gerichtsbarkeit verschiedener Herren und lag bis 1856 im Südwesten des kursächsischen bzw. königlich-sächsischen Amts Rochlitz.
Ab 1856 gehörte Obergräfenhain zum Gerichtsamt Rochlitz und ab 1875 zur Amtshauptmannschaft Rochlitz. 1872 erhielt Obergräfenhain einen Bahnhof an der Bahnstrecke Rochlitz–Penig, die im Nachbarort Narsdorf die Bahnstrecke Leipzig–Chemnitz kreuzte. Auf der Teilstrecke Narsdorf-Penig wurde 1990 der Personenverkehr eingestellt und die Strecke 1998 stillgelegt. Das Empfangsgebäude des Bahnhofs wurde nach Lunzenau umgesetzt und im Grundstück der Gaststätte „Zum Prellbock“ aufgestellt. Es beherbergt heute ein Eisenbahnmuseum.
Bei der zweiten Kreisreform der DDR im Jahr 1952 wurde Obergräfenhain dem Kreis Geithain im Bezirk Leipzig zugeordnet, der 1994 im Landkreis Leipziger Land aufging. Am 1. Juli 1996 erfolgte die Umgliederung in den Landkreis Mittweida und die gleichzeitige Eingemeindung nach Langensteinbach. Mit dieser kam der Ort am 1. Januar 2003 zur Stadt Penig, die 2008 zum Landkreis Mittelsachsen kam.

## Wirtschaft und Infrastruktur

### Unternehmen
In Obergräfenhain existiert ein Dachziegelwerk mit 180 Arbeitsplätzen.

### Verkehr

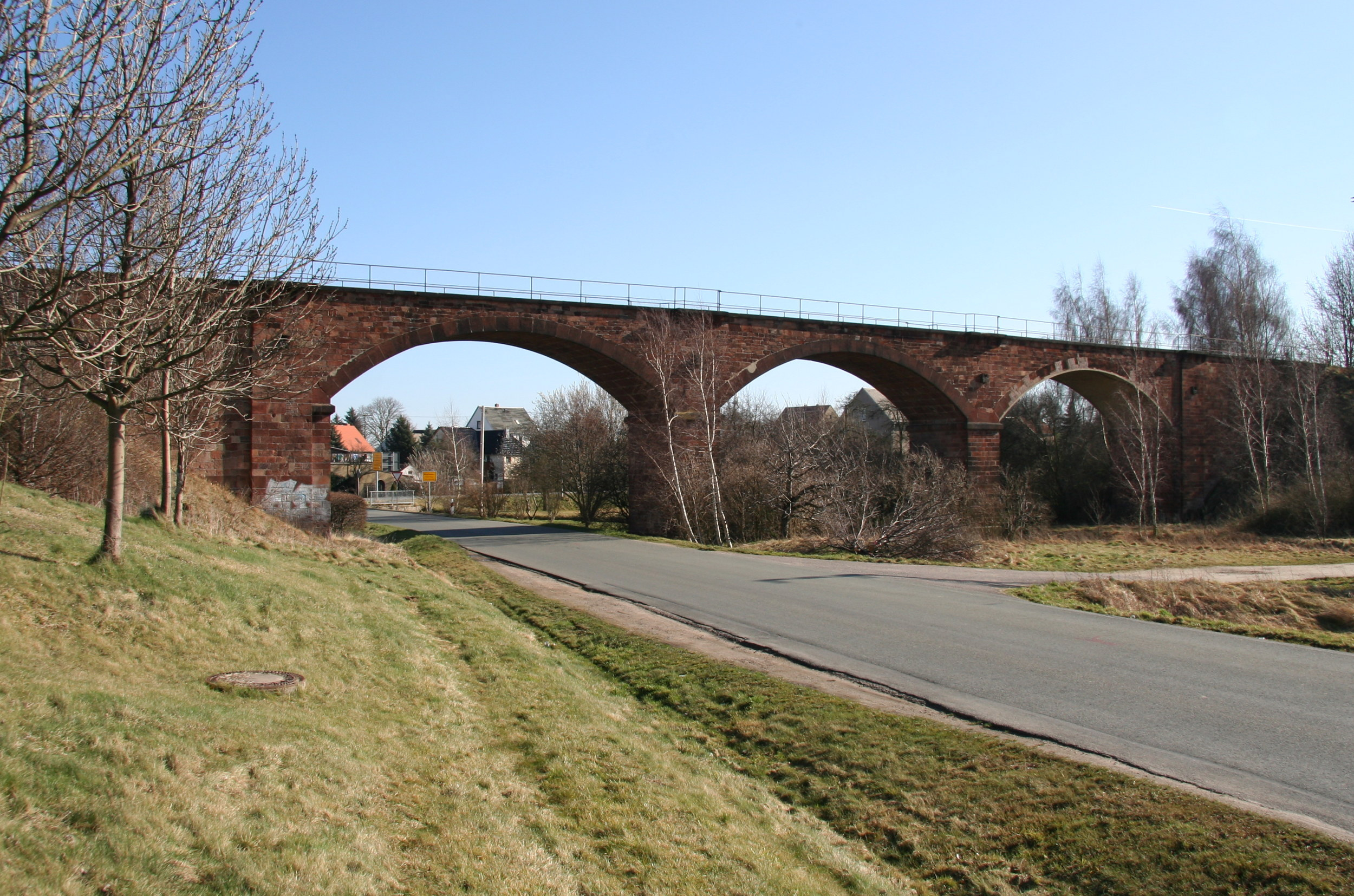
Viadukt Obergräfenhain

Westlich des Orts verläuft die Bundesautobahn 72 und die Bundesstraße 175, die im Ortsgebiet über die Abfahrt „Rochlitz“ miteinander verbunden sind.
Zwischen 1913 und 1995 besaß Obergräfenhain einen eigenen Bahnhof an der Bahnstrecke Rochlitz–Penig, die im nördlichen Nachbarort Narsdorf die Bahnstrecke Leipzig–Chemnitz kreuzte. Letztere tangiert Obergräfenhain im Nordosten. Der Bahnhof in Narsdorf ist gegenwärtig der Bahnhof mit der kürzesten Entfernung zum Ort. Nachdem der Obergräfenhainer Haltepunkt 1995 außer Betrieb gegangen war, wurde das hölzerne Wartehaus im Jahr 1997 auf das Gelände der Eisenbahn-Erlebnisgaststätte „Zum Prellbock“ in Lunzenau umgesetzt.

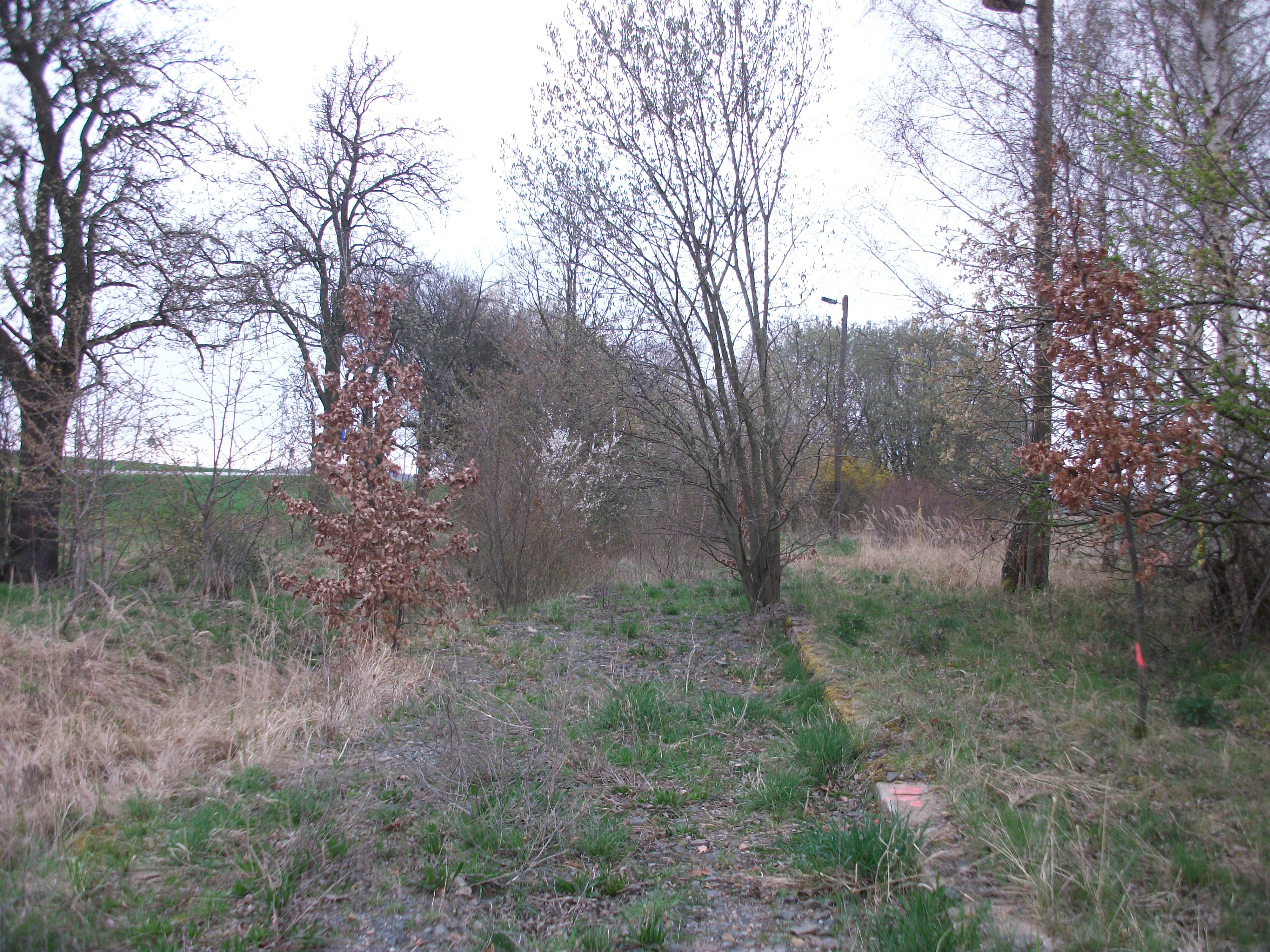
Standort des Haltepunkts Obergräfenhain (2016)
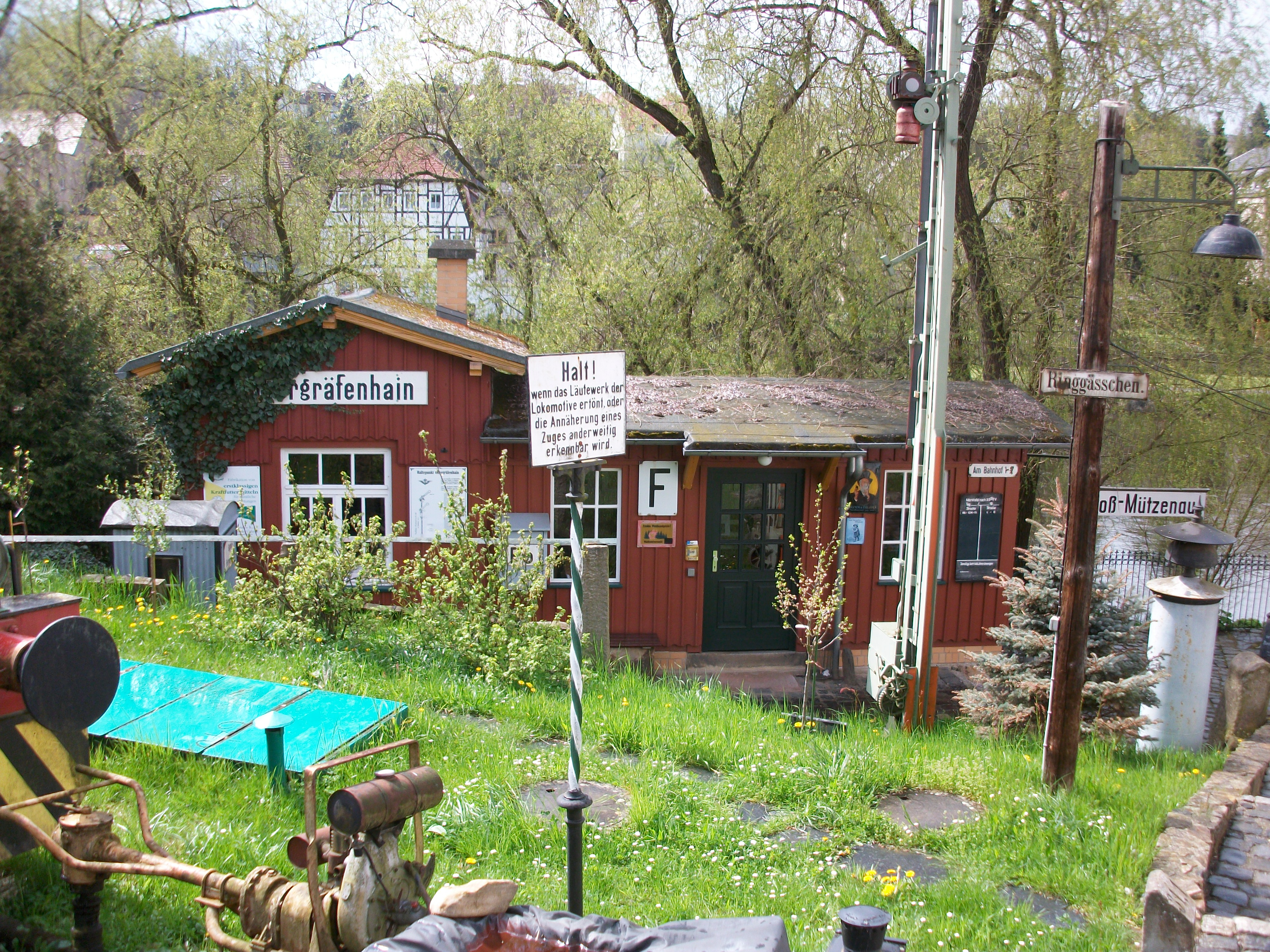
Empfangsgebäude Obergräfenhain am heutigen Standort in Lunzenau (2016)
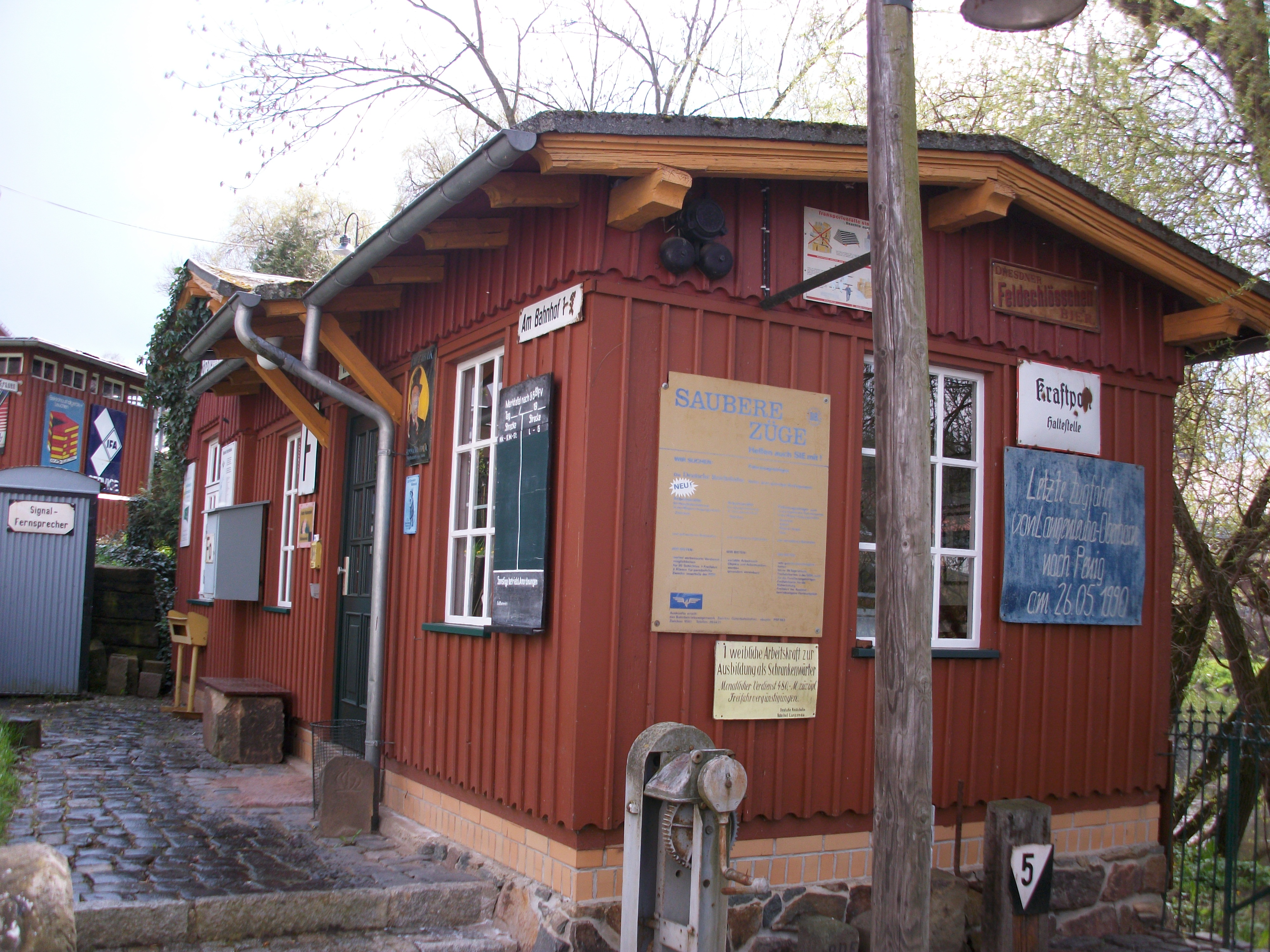
Empfangsgebäude Obergräfenhain am heutigen Standort in Lunzenau (2016)